# Godod
Godod es un municipio de Cuarta Clase de la provincia en Zamboanga del Norte, Filipinas. De acuerdo con el censo del 2000, tiene una población de 15,139 en 2,877 hogares. 

## Barangays
Godod está políticamente subdividido 17 barangays.
| - Baluno - Banuangan - Bunawan - Dilucot - Dipopor - Guisapong - Limbonga (Limboangan) - Lomogom - Mauswagon | - Miampic - Población - Raba - Rambon - San Pedro - Sarawagan - Sianan - Sioran |